# Ézsaiás Budai
Ézsaiás Budai (Pér, 7 de maio de 1766. - Debrecen, 14 de julho de 1841) foi um teólogo protestante, bibliotecário e filólogo clássico húngaro.